# هجوم جنوب دمشق (أبريل–مايو 2018)
بدأ هجوم جنوب دمشق في 19 أبريل 2018 عندما بدأت القوات المسلحة السورية بتطهير جيب يسيطر عليه تنظيم الدولة الإسلامية (داعش) في جنوب دمشق في مخيم اليرموك.

## خلفية
في مارس 2018، قام تنظيم الدولة الإسلامية بذبح عشرات الجنود السوريين في هجوم على القدم. في 14 أبريل، بدأت داعش هجومًا على المحور الغربي لحي القدم وفي 15 أبريل، قصفت قوات داعش في مخيم اليرموك المناطق التي تحتفظ بها الحكومة.[بحاجة لمصدر أفضل] في نفس اليوم، بدأت الحكومة السورية في نقل الجنود من الغوطة الشرقية إلى المنطقة في محاولة لإحاطة المخيم.

## الهجوم

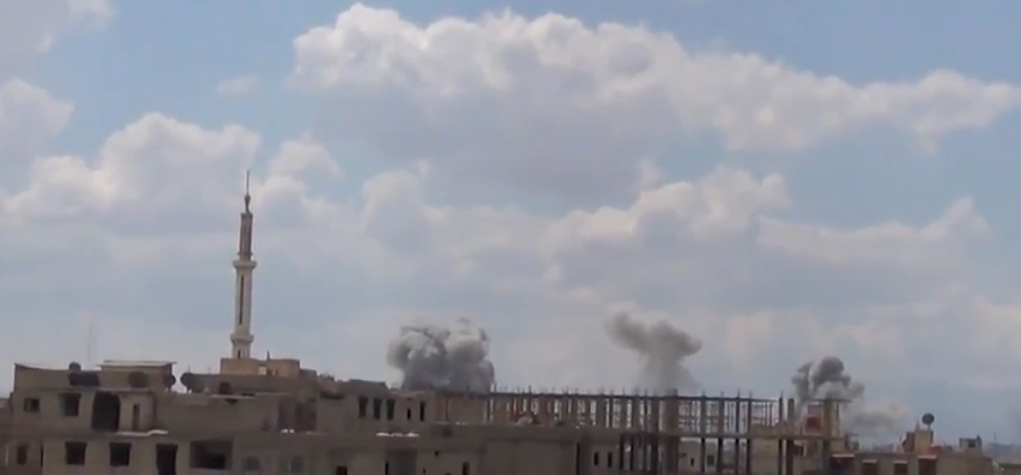
القوات الجوية السورية تقصف مواقع للمتمردين في جنوب دمشق، أبريل 2018

في 19 أبريل، وبعد أسبوع من التصعيد المتقطع، شن الجيش العربي السوري والميليشيات الفلسطينية المتحالفة هجوما على حي الحجر الأسود ومخيم اليرموك الفلسطيني الذين يسيطر عليهما تنظيم داعش. قصف وابل من الصواريخ والقذائف المدفعية مواقع داعش في منطقتي اليرموك والقدم والتضامن في جيب داعش في أكثر من 580 غارة جوية، حيث أبلغ نشطاء محليون عن مقتل 15 مدنياً على الأقل وأصيب أكثر من 100 بجروح. كما قدمت القوات الجوية الروسية دعما كبيرا للهجوم. وبعد الوابل، اقتحم الجيش السوري وحلفاؤه المحور الغربي للقدم. في 20 أبريل، استولى الجيش على مسجد الإمام علي في التضامن.
في حين ذكرت وسائل الإعلام الحكومية والمرصد السوري لحقوق الإنسان في 20 أبريل أن داعش وافقت على الاستسلام، استمر القتال في 23 أبريل. وذكر المرصد السوري لحقوق الإنسان أن بعض المتشددين رفضوا الاتفاق. وفي 22 أبريل، أفيد بأن الجيش السوري تمكن من الاستيلاء على حي الزين جنوب منطقة الحجر الأسود. وفي اليوم التالي، أفيد بأن دبابتين للجيش دمرتا في الاشتباكات التي أسفرت أيضا عن مصرع ثلاثة من الضباط الفلسطينيين الموالين للحكومة. في 24 أبريل، بدأ الجيش السوري في إسقاط منشورات على الحجر الأسود، وحث مسلحي داعش على الاستسلام. وبحسب ما ورد، دخل الجيش أيضا منطقة الجورة في القدم، حيث أخذ بعض المباني واستولى على البساتين.
أفادت الأونروا أن حوالي 5,000 فلسطيني من يارموك قد نزحوا إلى يلدا في الفترة ما بين 19 و24 أبريل، تاركين 1,200 من السكان، على الرغم من أن المصادر المحلية أبلغت عن 2,500 أسرة أو 3000 شخص ما زالوا هناك. وبحلول 25 أبريل، قالت مصادر محلية إن ما لا يقل عن 20 مدنياً قد قُتلوا. ووصفت الأمم المتحدة مخيم اليرموك بأنه "تحول إلى معسكر للموت"، وأبلغت عن تدمير آلاف المنازل وآخر مستشفى يعمل. وقالت مجموعة العمل الفلسطينية في سوريا ومقرها المملكة المتحدة إن 60% من المخيم قد دمر في هجوم الحكومة بحلول 27 أبريل.
في 25 أبريل، على الرغم من مواجهة مقاومة داعش الشديدة، استمرت القوات الموالية للحكومة في التقدم على محاور متعددة من الجيب. بقيادة وحدات الحرس الجمهوري، واصل الجيش السوري تقدمه في منطقة المأذنية الفرعية، واستولى على المزيد من المباني بالقرب من محور العسالي. كما أحرز الجيش العربي السوري والحلفاء تقدمًا في حارات البرادي والبرادات في التضامن.
في 26 أبريل، ذكرت وكالة أعماق التابعة لداعش أنها قتلت ثلاثة عناصر من الجيش السوري بما في ذلك ملازم، في حين حققت الحكومة مكاسب محدودة في الحجر الأسود. بينما اشتبكت داعش والجيش العربي السوري، صدت وحدات هيئة تحرير الشام تقدمًا منفصلاً للجيش السوري في مخيم اليرموك.
في 27 أبريل، قصفت داعش أجزاء من منطقة القدم. حقق الجيش السوري تقدما إضافيا في مناطق أخرى في جنوب دمشق، وقتل 20 جنديا من الجيش السوري وأصيبت 3 مركبات قتال للمشاة من طراز BMB وفقا لأعماق في التقدم في القدم. قُتل ثمانية جنود آخرين من الجيش السوري في تقدم في حي الزين. وفي اليوم نفسه، قُتل أيضا الجنرال السوري حسن يوسف محمد في اشتباكات في جنوب دمشق.
أفادت وكالة العربية السورية للأنباء (سانا) في 28 أبريل أن الجيش العربي السوري قد استولى بالكامل على القدم والمأذنية والعسالي والجورة. في 29 أبريل، أعلنت سانا أنه تم التوصل إلى اتفاق لإخلاء مقاتلي المعارضة السورية وأفراد أسرهم من المناطق التي يسيطر عليها المتمردون شرق اليرموك. كما أعلنت في 30 أبريل أنه تم التوصل إلى اتفاق لإخلاء المدنيين والمقاتلين من اليرموك مع هيئة تحرير الشام. بدأت عمليات الإخلاء في وقت لاحق من اليوم وتم الانتهاء منها بحلول 1 مايو، مما جعل 15% من اليرموك التي كانت تحت سيطرة هيئة تحرير الشام تحت سيطرة الحكومة.
في 3 مايو، أفاد الجيش السوري أنه استولى على مدرسة منيف العائدي والمقبرة في الحجر الأسود، وبالتالي نجح في تقسيم الجيب الذي يسيطر عليه داعش إلى جزأين. وفي 4 مايو، أفادت التقارير بأن الشرطة العسكرية الروسية دخلت بيت سحم حيث واصل المتمردون من غير تنظيم الدولة الإسلامية عمليات الإجلاء من المناطق التي كانوا يسيطرون عليها سابقا شرق اليرموك. وفي 5 مايو، قال الجيش السوري وجماعات الميليشيات الفلسطينية إنهما استولتا بالكامل على منطقة الحجر الأسود الجنوبية. بحلول 5 مايو، أعلنت وزارة الدفاع الروسية أن الجيش السوري يسيطر على ثلثي المخيم.
بين 5 و12 مايو، عانى الجانبان من خسائر فادحة مع تباطؤ التقدم الحكومي بسبب ترسخ مسلحي داعش في الأنفاق والملاجئ تحت الأرض. كما أجرى المسلحون هجمات مضادة مستمرة. وأفادت مصادر محلية عن غارات جوية مؤيدة للحكومة ونيران مدفعية في معسكر اليرموك والحجر الأسود طوال 7 مايو، بهدف فصل الحيين، مع اكتساب 500 متر من الأرض. ذكرت وسائل الإعلام الموالية للحكومة قتل محمد أحمد الحوراني من حزب الله وإصابة مراسل الحرب وسيم عيسى خلال الاشتباكات في اليرموك.
في 16 مايو، شن هجوم جديد مؤيد للحكومة على المخيم بضربات جوية وصواريخ أرض – أرض، ولم يبق سوى بضع مئات، معظمهم من المسنين، مقيمين في الداخل؛ وأفادت التقارير بأن عشرات المدنيين وأكثر من 100 مقاتل على كلا الجانبين قد قُتلوا. ذكر المرصد السوري لحقوق الإنسان أن الجيش السوري استحوذ بالكامل على الحجر الأسود. في 19 مايو، أبلغت مصادر روسية ومؤيدة للحكومة عن وقف لإطلاق النار بين الحكومة وداعش، رغم أن وسائل الإعلام الحكومية الرسمية نفت ذلك، وأفادت التقارير بأن الحكومة قامت بإخلاء حافلات محملة بمقاتلي داعش. بعد منتصف الليل بقليل في 20 مايو، دخلت الحافلات جيب داعش لإخلاء مقاتلي داعش، بينما أحرق داعش قواعده استعدادًا للانسحاب. على الرغم من التقارير عن بعض الاشتباكات المستمرة في المنطقة، تم إخلاء الدفعة الأولى من المسلحين وأفراد أسرهم نحو الصحراء الشرقية.
في 21 مايو، استعادت القوات الموالية للحكومة مخيم اليرموك بالكامل، حيث انسحب مقاتلو داعش إلى الصحاري شرق المدينة، مما سمح للجيش العربي السوري بالسيطرة الكاملة على العاصمة بعد 6 سنوات.

## أعقاب
في شهر القتال، أُبلغ عن مقتل ما لا يقل عن 73 مدنيا في يارموك، وتشرد 7,000 شخص — بمن فيهم 6,200 فلسطيني — من ديارهم. وقال متحدث باسم الأونروا إن ما بين 100 إلى 200 مدني يقدر أنهم ما زالوا في اليرموك. ودان الشيخ محمد العمري، وهو رجل دين موال للحكومة، القوات الحكومية والميليشيات المتحالفة معها لنهبها منازل في الحي الذي تم الاستيلاء عليه. وفقا ل‍مجلة الإيكونوميست، يعتقد العديد من الفلسطينيين أن الحكومة تخطط لإعادة تطوير اليرموك لاستخدامه من قبل السوريين.